# Rayton Fissore Magnum
Le Rayton Fissore Magnum (aussi commercialisé sous le label LaForza sur le marché américain), est un véhicule tout terrain à traction intégrale 4x4, fabriqué par le constructeur italien Rayton Fissore, créé en 1976 à Cherasco dans la province de Coni après la fille du carrossier Fissore et les cadres de la Carrozzeria Fissore.

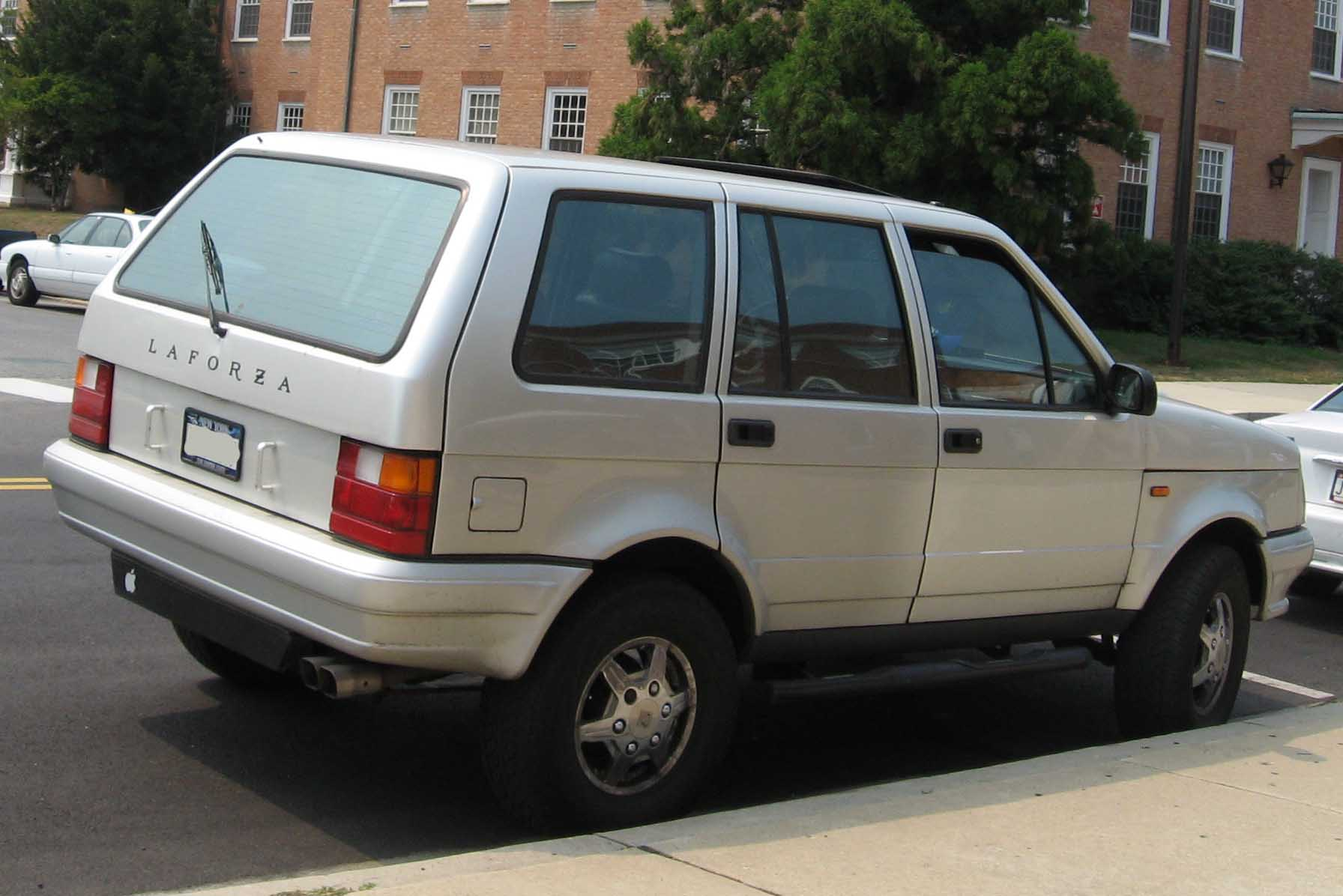
Version américaine marquée « Laforza ».

## Histoire
Le Magnum fut présenté au Salon de l'automobile de Turin en 1985. Dessiné par Tom Tjaarda, un designer américain qui s'est formé chez Ghia puis chez Pininfarina où il a participé au projet de la Fiat 124 Spider puis, revenu chez Ghia, on lui doit la ligne de la fameuse De Tomaso Pantera.
Le Magnum était construit sur le châssis raccourci et abaissé de l'Iveco Daily 4x4 WM40-10 dont il conservait une grande partie de la mécanique :  différentiel, freins et suspensions. La carrosserie comprenait une ossature tubulaire sur laquelle étaient vissés les panneaux de carrosserie selon une technique brevetée par Rayton Fissore, dénommée « Univis ». Cette structure a permis d'obtenir un ensemble très rigide qui ont fait que ce SUV a été considéré comme le plus robuste aux chocs frontaux et latéraux de toute la production mondiale. Les éléments de carrosserie ont été fabriqués par la société Goldencar de Caramagna, Rayton Fissore assurant tout l'assemblage du véhicule dans ses ateliers de Cherasco. Naturellement, comme pour toutes les petites productions en série limitée, certains composants comme les feux arrière provenaient d'autres modèles produits en grande série et dont le constructeur avait autorisé son utilisation.
Lors de son lancement, l'accueil du public italien fut relativement froid, peu habitué à ce type de véhicule et surtout de cette dimension. Le concept même était peut-être trop avancé. Ce véhicule lancé de nos jours serait sans aucun doute beaucoup mieux accueilli à juger des volumes de ventes des 4x4 de tous gabarits en Europe. Un nombre respectable d'exemplaires a été fabriqué, environ 6 000 durant les dix-huit ans de sa production, y compris celles spécifiques pour le marché américain, environ 1 200, dont les éléments indispensables pour l'homologation ont été mis en œuvre chez Pininfarina durant les années 1988-1989 et 1990. À partir de 1991, les ateliers de Rayton Fissore ont été adaptés pour intégrer directement les adaptations réglementaires jusqu'en 2002. 
Environ 1 500 Magnums équipés d'un moteur turbo-Diesel VM furent livrés aux forces de l'ordre italiennes : Polizia, Guardia di finanza, Guardia forestale, etc., certains ont reçu un blindage de niveau 3-4[C'est-à-dire ?]. En Europe, le Magnum a reçu plusieurs motorisations : Sofim 8140 , VM Motori, Fiat/Lancia Volumex et le fameux mais rare V6 Alfa Romeo (Busso) (120 exemplaires ont été vendus en Italie et en France).
La commercialisation du Magnum pris fin officiellement en 1993 mais certaines versions furent fabriquées sur commande spéciale jusqu'en 1998. Aux États-Unis, par contre, où le véhicule a su satisfaire une bonne clientèle, il a bénéficié de plusieurs améliorations et est resté au catalogue jusqu'en 2003 sous la marque Laforza. Les versions destinées aux États-Unis étaient équipées de moteurs américains de grosse cylindrée pour mieux satisfaire les clients, comme le V8 de 5 litres de la Ford Mustang GT, ou le V8 Vortec 6 L monté sur les modèles sportifs du groupe General Motors.
Quelques détails permettent de comprendre ce qu'il a apporté aux autres constructeurs qui ont simplement repris le concept :
- Profilés de toit sans gouttière ;
- Pare-chocs en matériaux composites (version italienne) et PVC (version USA) peints et intégrés dans le dessin de la carrosserie, alors qu'à l'époque les concurrents adoptaient des profilés métalliques droits ;
- Vitrages teintés de grandes dimensions avec commande électrique ;
- Lignes de type automobile et non plus carrées ;
- Intérieurs luxueux revêtus de cuir y compris les panneaux de portes et le tableau de bord ;
- Finitions de haut de gamme avec des inserts de bois noble (ronce de noyer).

Parmi les accessoires de confort livrés en série on trouvait : 
- Revêtement cuir ;
- Climatisation ;
- Vitres teintées à commande électrique ;
- Autoradio HIFI intégré au tableau de bord sous cache ;
- Volant réglable en hauteur et profondeur.

Aucun de ces équipements n'était livré en série sur des automobiles, même de luxe, certains constructeurs concurrents ne les proposaient même pas en option en 1985. Néanmoins, ces accessoires seront disponibles très rapidement sur le Range Rover, où dès la fin des années 1980 il sera équipé d'une sellerie cuir à réglage électrique, du toit ouvrant électrique, des 4 vitres électriques, des Rétroviseurs électriques, du tableau de bord agrémenté de ronce de noyer (ainsi que l'intérieur des portes), de la climatisation, et d'un système hi-fi. Le tout de série sur la version Vogue SE. Le Range Rover proposait aussi (en option) dès la fin des années 1980, le volant recouvert de cuir, le régulateur de vitesse, le pare-brise chauffant, la mémorisation sur les sièges électriques, ainsi qu'un système hi-fi agrémenté dun caisson de basse « subwoofer ». L'ensemble de ces équipements étaient aussi disponibles de série sur les versions "Limited" de la Jeep Wagoneer, Cherokee et Grand Cherokee aux mêmes époques. L'Isuzu Trooper quant à lui ne proposera ces équipements qu'en 1999 et uniquement en options payantes. D'autres concurrents avec un niveau équivalent de luxe dans un véhicule 4x4 sont apparus bien plus tard (plus de dix ans) le Mercedes-Benz Classe M, le BMW X5 ou le Volkswagen/Porsche Touareg/Cayenne.

## Motorisations

### Essence (Europe)
| Modèle             | Moteur            | Type        | Cylindrée (cm3) | Puissance (kW - ch DIN)        | Couple (N m)       | Vitesse maxi (km/h) | Poids (kg) |
| Magnum 4x4 Volumex | FIAT 2.0 Biarbre  | 4 cylindres | 1 995           | 101 kW - 138 ch à 5 500 tr/min | 205 à 3 000 tr/min | 155                 | 2 200      |
| Magnum 4x4 V6      | Alfa Romeo 2.5 V6 | 6 cylindres | 2 492           | 118 kW - 160 ch à 5 600 tr/min | 206 à 4 400 tr/min | 168                 | 2 200      |

### Essence (États-Unis)
| Modèle               | Moteur                         | Type        | Cylindrée (cm3) | Puissance (kW - ch DIN) | Couple (N m)       | Vitesse maxi (km/h) | Poids (kg) |
| Laforza 5litres      | Ford 5.0 EFI                   | 8 cylindres | 5 000           | 187 ch à 3 000 tr/min   | 370 à 2 400 tr/min | 180                 | 2 300      |
| Laforza Supercharged | Ford 5.0 HO                    | 8 cylindres | 5 000           | 320 ch à 4 000 tr/min   | 540 à 2 400 tr/min | 180                 | 2 350      |
| Laforza 5.8          | Ford 5.8 HO                    | 8 cylindres | 5 800           | 240 ch à 4 000 tr/min   | 430 à 2 400 tr/min | 180                 | 2 300      |
| Laforza 6.0          | GM Vortec 6.0 LQ4 Supercharged | 8 cylindres | 6 000           | 455 ch à 5 200 tr/min   | 680 à 4 000 tr/min | auto limitée à 180  | 2 380      |
| Laforza 6.0          | GM Vortec 6.0 LQ4              | 8 cylindres | 6 000           | 325 ch à 5 200 tr/min   | 490 à 4 000 tr/min | auto limitée à 180  | 2 380      |

### Diesel (Europe)
| Modèle           | Moteur                          | Type        | Cylindrée (cm3) | Puissance (kW - ch DIN)       | Couple (N m)       | Vitesse maxi (km/h) | Poids (kg) |
| Magnum 4x4 Sofim | Moteur 8140 Sofim               | 4 cylindres | 2 445           | 66 kW - 92 ch à 4 000 tr/min  | 196 à 2 200 tr/min | 145                 | 2 230      |
| Magnum 4x4 VM    | VM Motori HR492HT turbo-Diesel  | 4 cylindres | 2 393           | 80 kW - 110 ch à 4 200 tr/min | 252 à 2 400 tr/min | 150                 | 2 230      |
| Magnum 4x4 VM    | VM Motori HR425CLI turbo-Diesel | 4 cylindres | 2 498           | 88 kW - 120 ch à 4 200 tr/min | 258 à 2 500 tr/min | 156                 | 2 300      |